# Диренфурт, Гюнтер Оскар
Гюнтер Оскар Диренфурт (нем. Günter Oskar Dyhrenfurth; 12 ноября 1886 года, Германская империя, Бреслау — 14 апреля 1975 года, Швейцария, Ринггенберг) — немецкий и швейцарский альпинист, географ, геолог. Один из первых организаторов альпинистских экспедиций в Гималаи. Автор нескольких восхождений на гималайские семитысячники в 30-х годах XX века. За организацию и проведение гималайских экспедиций 1930 и 1934 годов Гюнтер и его супруга Хетти Диренфурт были отмечены почётной золотой медалью за альпинизм на летних Олимпийских играх 1936 года.

## Краткая биография
Гюнтер Оскар Диренфурт родился в Бреслау на севере Германской империи 12 ноября 1886 года. В возрасте 10 лет Диренфурт начал заниматься альпинизмом, любовь к которому привил ему отец. В юношестве Диренфурт стал геологом, и несколько лет работал в Швейцарии ассистентом профессора геологии, где на протяжении восьми лет вместе со своим коллегой Альбертом Спитцем работал над «Геологической картой Швейцарии».
С будущей супругой Хетти Диренфурт познакомился в 1907 году. Хетти была еврейкой по происхождению (Оскар тоже имел еврейские корни), дочерью Оскара Хейманна, который был президентом большого химического концерна в Бреслау. Спустя 4 года Гюнтер и Хетти поженились, а в 1913 году у них родился первенец. В следующем году началась Первая мировая война, во время которой Гюнтер воевал на Итальянском фронте. Уже на фронте он столкнулся с расовой нетолерантностью и антисемитскими настроениями внутри немецких войск. После войны Диренфурт вернулся в Бреслау и стал профессором в местном университете. В 1918 году у них родился ещё один сын, Норман Диренфурт, который впоследствии стал известным альпинистом и кинорежиссёром. Спустя несколько лет, в 1926 году, Диренфурт с семьёй эмигрировали в Швейцарию в Цюрих, а в 1932 году они получили швейцарское гражданство. При этом Диренфурт сохранял пост профессора в университете в Бреслау вплоть до 1933 года, когда Гитлер пришёл к власти, после чего Диренфурт окончательно порвал все связи с Бреслау, уволившись из университета. В 1930 и 1934 годах Диренфурт организовал две гималайские экспедиции, которые были признаны довольно успешными. За организацию и проведение экспедиций 1930 и 1934 годов Диренфурт и его супруга Хетти были награждены одной на двоих золотой медалью за альпинизм в программе Олимпийских игр 1936 года. На этой Олимпиаде Гюнтер также участвовал в литературном конкурсе. В 1937 году Гюнтер и Хетти развелись. Хетти эмигрировала в США вместе с сыном Норманом, где жила вплоть до своей смерти в 1972 году, тогда как Гюнтер остался в Швейцарии.
После Второй Мировой войны, во время которой он преподавал географию и естественные науки в Санкт-Галлене, Диренфурт издал несколько книг, во многом благодаря поддержке его второй супруги Ирэн. В 1946 году он получил серьёзную травму при восхождении на Лаутерархорн. В 1953 году Диренфурт и Ирэн переехали в Ринггенберг, где они прожили остаток жизни. В 1954 году Диренфурт и его супруга получили полное восстановление в правах и пенсию от правительства ФРГ как одни из первых людей, кто открыто выступал против Гитлера, а в 1956 году Диренфурт стал командором ордена «За заслуги перед Федеративной Республикой Германия». В 1960 году, после путешествия в Непал и Индию, он написал основную работу своей жизни «Der Dritte Pol». Диренфурт скончался 14 апреля 1975 года в Рингеберге.

## Гималайские экспедиции

### Первая экспедиция в Гималаи
Ещё до войны Гюнтер и Хетти собирались организовать первую экспедицию в Гималаи, которая планировалась ими на 1914 год. Однако, Первая мировая война, а затем переезды, отложили их планы на длительный срок. Только в 1929 году Диренфурт вновь вернулся к идее экспедиции в Гималаи. В качестве объекта экспедиции, запланированной на 1930 год, была выбрана вершина Канченджанга, третья по высоте вершина мира. В 1929 году другая экспедиция под руководством Пауля Бауэра уже предпринимала попытку восхождения на Канченджангу с востока со стороны Сиккима. Однако, столкнувшись с рядом сложностей (тяжёлым для восхождения ледовым гребнем и сильным штормом), они были вынуждены отступить с высоты 7400 метров.
В состав международной гималайской экспедиции, кроме Гюнтера и его супруги Хетти, вошли представители четырёх стран: немцы Г. Рихтер, У. Виланд и Г. Хёрлин, англичане Ф. Смайт, Дж. Вуд Джонсон и Дж. С. Ханна, швейцарцы М. Курц и Ш.-Ж. Дюванель и австриец Э. Шнайдер.

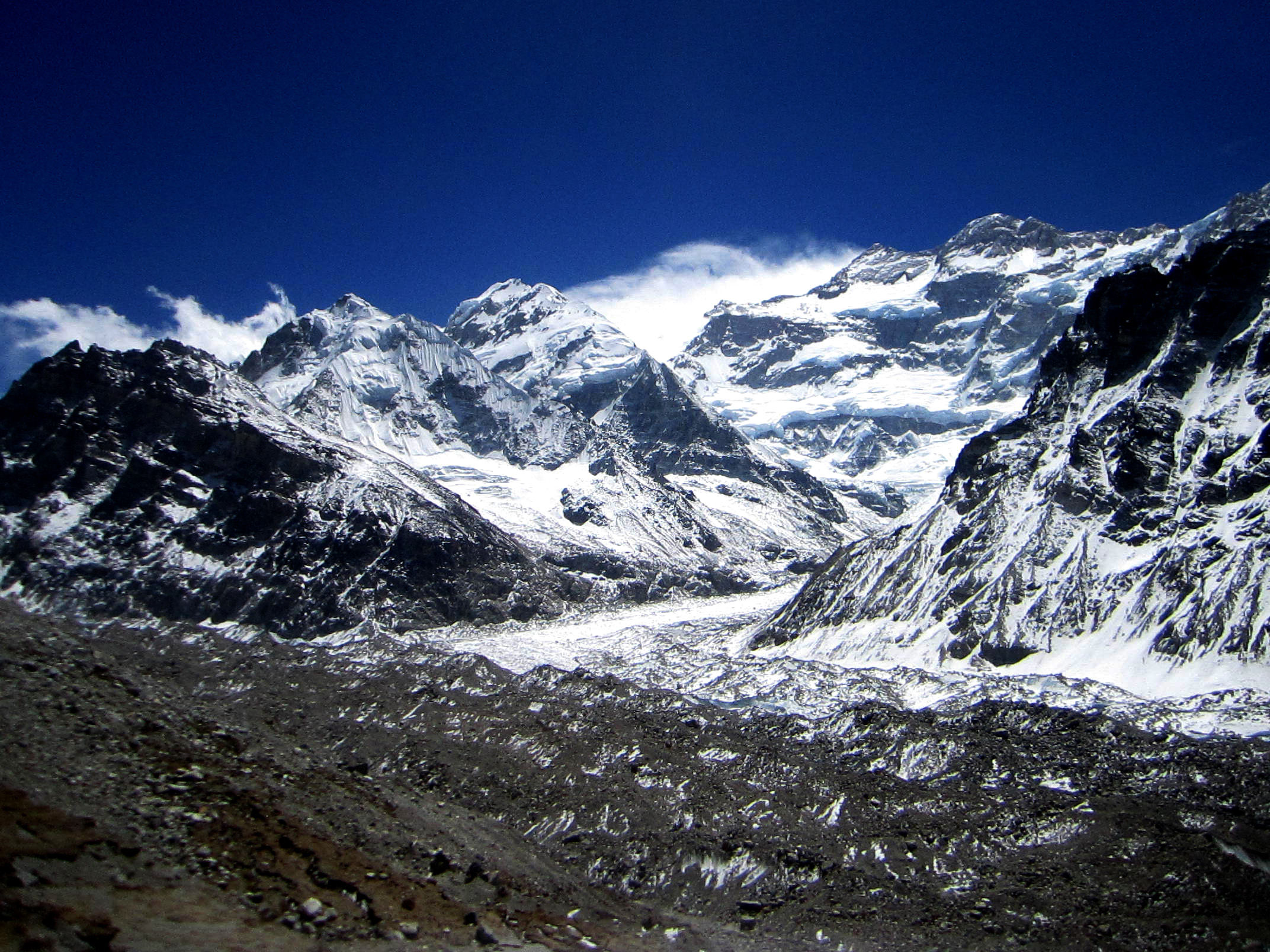
Канченджанга с севера

Группа стартовала из Дарджилинга в начале апреля. Перед этим, Диренфурту удалось получить разрешение на восхождение со стороны Непала, что позволило группе запланировать штурм вершины с северо-запада. Диренфурт считал, что это самое перспективное направление и восхождение с этой стороны имеет наибольшие шансы на успех. Через несколько недель, группа перешла через перевал Канг-Ла (5015 метров), и вступила на территорию Непала. 26 апреля экспедиция достигла базового лагеря (5050 метров) у подножия северо-западной стены Канченджанги. Первичное исследование возможных маршрутов на вершину показало, что наиболее перспективным является восхождение по северному гребню. Экспедиция выдвинулась в направлении северного гребня, и, спустя несколько дней, они установили второй лагерь на северном перевале, а 9 мая, преодолев большую ледовую стену, собирались разбить третий лагерь на высоте 6400 метров, когда сошедшая лавина погубила одного из шерпов. Через некоторое время Диренфурт решил отступить с северного направления, так как, по его убеждению, им не хватило бы времени завершить подъём, принимая во внимание техническую сложность восхождения и высокую опасность схода лавин. 20 мая все члены экспедиции собрались в базовом лагере. До возвращения в базовый лагерь им удалось совершить восхождение на вершину Камтанг-Пик (7105 метров), которая стала первым покорённым семитысячником в рамках этой экспедиции.
Следующей целью экспедиции стало восхождение на непокорённую прежде вершину Джонгсонг (7420 метров). 28 мая, после тяжёлого перехода через перевал Джонгсонг-Ла, группа установила базовый лагерь у подножия вершины. На обратном пути от базового лагеря Канченджанги Шнайдер совершил первое восхождение на неизвестную прежде вершину Непал-Пик (7154 метра). 3 июня 1930 года Шнайдер и Хёрлин совершили первое в истории восхождение на Джонгсонг. Спустя 5 дня, 8 июня, Диренфурт, Курц, Смайт и Виланд также поднялись на вершину. В это же время, Шнайдер и Хёрлин, после короткого отдыха, совершили первое восхождение на вершину Доданг-Нима (6927 метров).
После восхождений на вершины Джонгсонг и Доданг-Нима они отправилась в обратный путь. Во второй половине июня экспедиция была успешно завершена. По итогам экспедиции, были совершены восхождения на 4 ранее непокорённых семитысячника. При этом гора Джонсонг стала высочайшей покорённой вершиной в истории на тот момент. Также были совершены восхождения на несколько пяти- и шеститысячников. Кроме восхождений, экспедиции удалось уточнить карту Гарвуда, которой они первоначально пользовались, и исследовать ряд регионов, прежде плохо изученных. В ходе путешествия было отснято около 6000 фотографий и 14 000 метров плёнки (видеоматериал впоследствии лёг в основу фильма об экспедиции, «Himatsehal, the Throne of the Gods»). Не смотря на то, что вершина Канченджанга так и не была покорена, экспедиция была признана успешной. Попытка покорения Канченджанги с северо-запада показала, что восхождение на вершину с этой стороны маловероятно, и следующим экспедициям необходимо выбирать другие маршруты.

### Вторая экспедиция в Гималаи

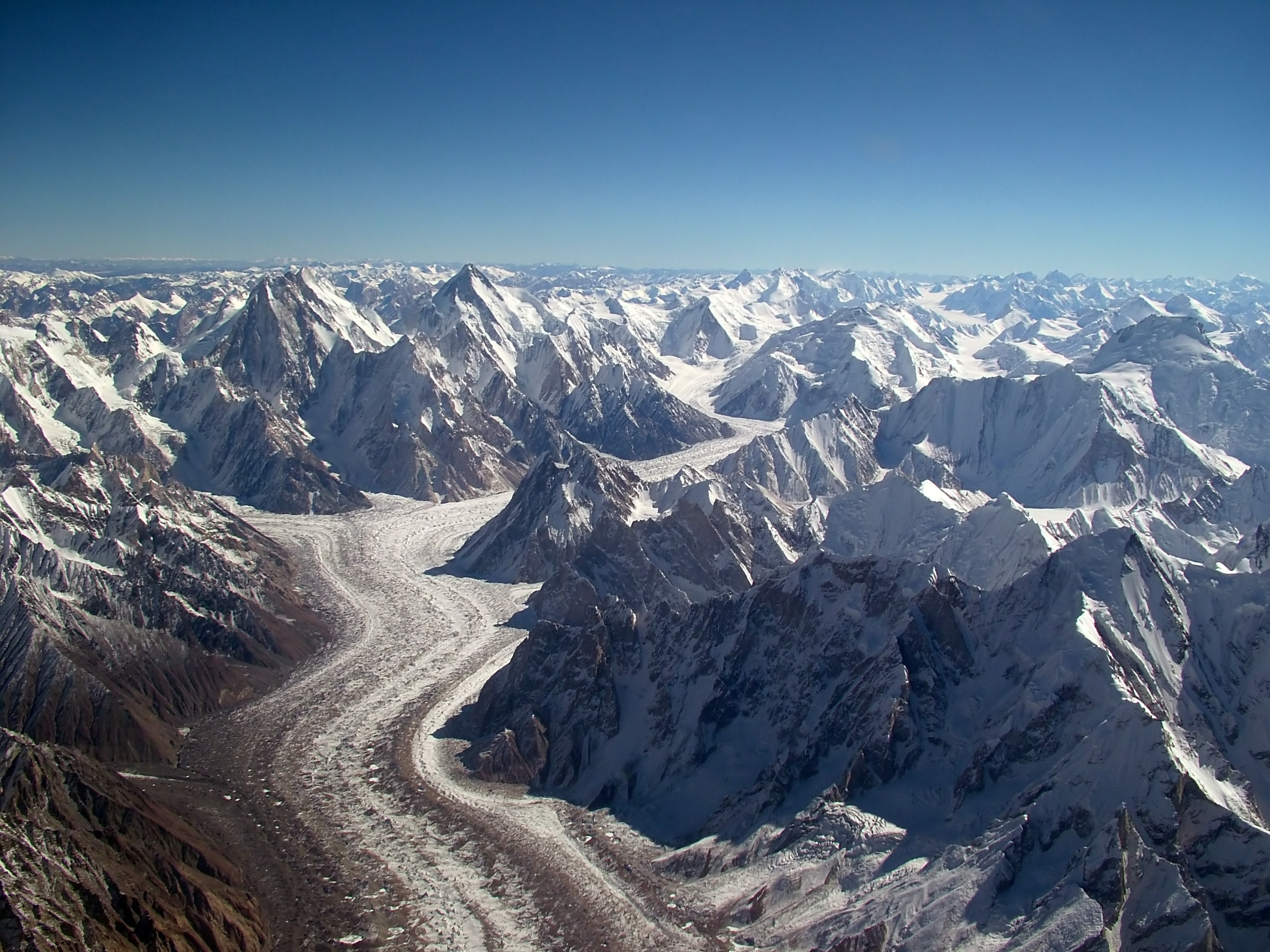
Ледник Балторо

В 1934 году Диренфурт решил организовать вторую гималайскую экспедицию в Каракорум к леднику Балторо. В состав экспедиции вошли представители семи государств (Швейцария, Германия, США, Англия, Италия, Австрия и Венгрия). Экспедиция была разделена на две группы: альпинисты (куда вошли Диренфурт и его супруга Хетти, Ганс Эртль, Альберт Хёхт, Андре Рох, Джеймс Беляефф, Пьеро Гигльоне и доктор Ганс Винцелер), и съёмочная группа под руководством австрийского актёра Густава Диссля. Экспедиция Диренфурта финансировалась небольшой берлинской кинокомпанией India-Ton. Основной целью экспедиции было восхождение на вершину Гашербрум I, которую они планировали достичь со стороны ледника Гашербрум. Однако, после детального исследования подступов к вершине, восхождение с этой стороны было признано невозможным. Группа переместилась на юго-юго-восточное ребро вершины, где они сумели достичь высоты 6200 метров, но не смогли преодолеть крутой снежный участок. После этой неудачной попытки экспедиция отправилась на восхождение на вершину Сиа-Кангри (7442 метра). 3 августа Диренфурт, его супруга Хетти и несколько других членов экспедиции совершили первое восхождение на второстепенную вершину Сиа-Кангри Западная (в то время её называли Пиком Королевы Марии) высотой 7315 метров (при этом Хетти установила мировой рекорд по высоте восхождений среди женщин). В этот же день было совершено первое восхождение на вершину Балторо-Кангри V, или Золотой Трон (7260 метров), а 10 августа было совершено первое восхождение на главную вершину Сиа-Кангри. По итогам экспедиции был также снят фильм «Демон Гималаев», премьера которого состоялась в марте 1935 года в Цюрихе. Диренфурт сыграл роль профессора Вилле. Ряд ролей в фильме сыграли другие члены экспедиции, а главную роль сыграл Густав Диссль.